# Géza Bereményi
Géza Bereményi (* 25. Januar 1946 in Budapest) ist ein ungarischer Schriftsteller, Filmregisseur und Drehbuchautor.

## Biografie
Bereményi studierte an der Loránd-Eötvös-Universität italienische und ungarische Literatur und war danach als Schriftsteller tätig. Er publizierte Romane und Kurzgeschichten.
Seit 1971 ist er als Drehbuchautor und Liedtexter beim Film tätig. Er verfasste beispielsweise das Drehbuch zu Márta Mészáros Zwei Frauen und für Filme von Zsolt Kézdi-Kovács. 1982 folgte die Vorlage zu dem Film Die Zeit bleibt stehen, die von Péter Gothár umgesetzt wurde. Dieser Film handelt von Jugendlichen und ihrer Faszination für westliche Musik im Ungarn nach dem Volksaufstand 1956.
1985 drehte Bereményi seinen ersten Spielfilm als Regisseur, A Tanítványok, für den er bei der Ungarischen Filmschau den Regiepreis erhielt. Der zweite Spielfilm, Eldorado, erschien 1988. Dieser war in mehreren Kategorien für den Europäischen Filmpreis nominiert; Bereményi wurde für die „beste Regie“ prämiert. Eldorado beschreibt das Leben im Ungarn zwischen dem Ende des Zweiten Weltkriegs und dem Volksaufstand, als Protagonist fungiert ein Schwarzhändler.
Es folgten weitere Drehbucharbeiten und 1993 der Spielfilm A Turné. Mit Im Schatten der Brücke verfilmte er 2002 die Lebensgeschichte von István Széchenyi.

## Werke
- A svéd király, 1970, Kurzgeschichtensammlung
- Legendárium, 1977, Roman
- Trilógia, 1983, Drama
- Dalok, 1992
- Kelet-nyugati pályaudvar, 1993
- A feltűrt gallér, 1994, Novelle

## Filmografie

### Regie
- 1985: A Tanítványok
- 1988: Eldorado (Eldorádó)
- 1993: A Turné
- 1997: Szabadság tér '56
- 2002: Im Schatten der Brücke (A Hídember)
- 2004: Hóesés a Vizivárosban

### Drehbuch
- 1972: Romantika
- 1977: Der Teufel prügelt sein Weib (Veri az ördög a feleségét)
- 1977: Zwei Frauen (Ök ketten)
- 1979: Der liebe Nachbar (A Kedves szomszéd)
- 1979: Imre
- 1980: Utolsó elötti ítélet
- 1982: Die Zeit bleibt stehen (Megáll az idö)
- 1985: A Tanítványok
- 1985: A Nagy generáció
- 1986: Vigyázat, mélyföld!
- 1987: Peter im Wunderland (A szárnyas ügynök)
- 1988: Eldorado (Eldorádó)
- 1990: Blinde Passagiere (Potyautasok)
- 1990: Meteo
- 1991: Vörös vurstli
- 1992: Der große Postraub (A Nagy postarablás)
- 1993: A Turné
- 2002: Im Schatten der Brücke (A Hídember)
- 2004: Hóesés a Vizivárosban
- 2006: Szabadság, szerelem